# Hudson Taylor

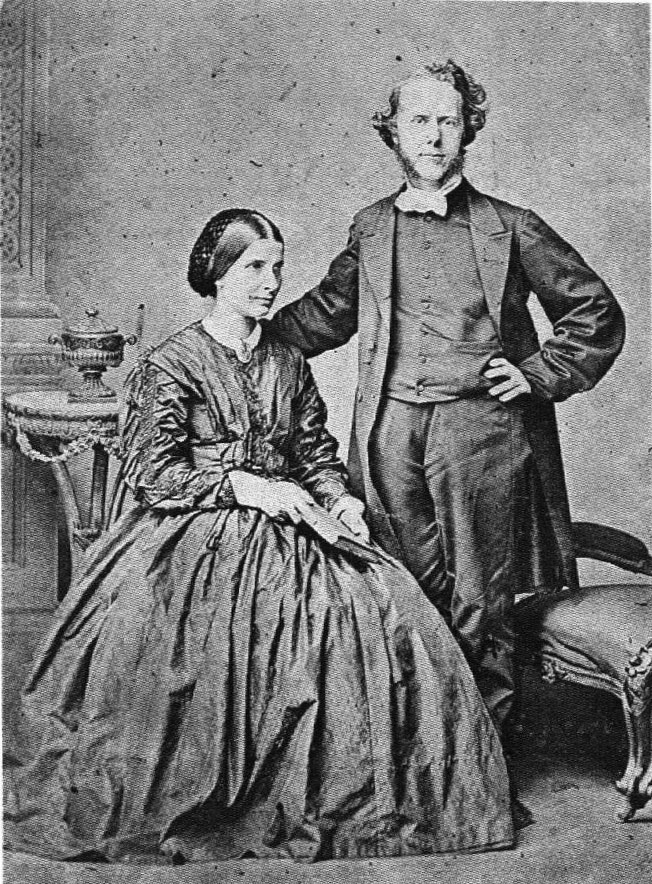
Hudson & Maria Taylor em 1865

James Hudson Taylor 戴德生 (21 de Maio de 1832 – 3 de Junho de 1905) foi um missionário batista Inglês na China, e fundador do Missão Para o Interior da China [China Inland Mission] (CIM) (agora OMF International). Taylor viveu na China por 51 anos. A sociedade que ele iniciou foi responsável pelo envio de mais de 800 missionários ao país que começaram 125 escolas e diretamente resultou na conversão de 18 mil pessoas, também como no estabelecimento de mais de 300 estações de trabalho com mais de 500 colaboradores locais em todas as dezoito províncias.

Taylor era conhecido por sua sensibilidade à cultura chinesa e zelo pelo evangelismo. Ele adotou a prática de usar roupas nativas da China mesmo quando isso era raro entre os missionários da época. Sob a sua liderança, a CIM era singularmente interdenominacional na prática e aceitava membros de todos os grupos, incluindo indivíduos da classe de trabalho, mulheres solteiras e recrutas multinacionais. Primeiramente por causa da campanha do CIM contra o comércio do Ópio, Taylor foi citado como um dos europeus mais significantes a visitar a China no Século XIX. A historiadora Ruth Tucker sumariza o tema de sua vida: 
| “ | Nenhum outro missionário nos dezenove séculos desde o apóstolo Paulo teve uma visão mais ampla e usou um plano mais sistematizado para evangelizar uma grande área geográfica como Hudson Taylor. | ” |

Taylor teve a oportunidade de pregar em várias variedades de chinês, incluindo o Mandarim, Teochew, e os dialetos Xangainês e Ningbo da língua Wu. O último destes ele conhecia o bastante para ajudar a preparar uma edição coloquial do Novo Testamento escrito nessa língua.

## Juventude e início de trabalho

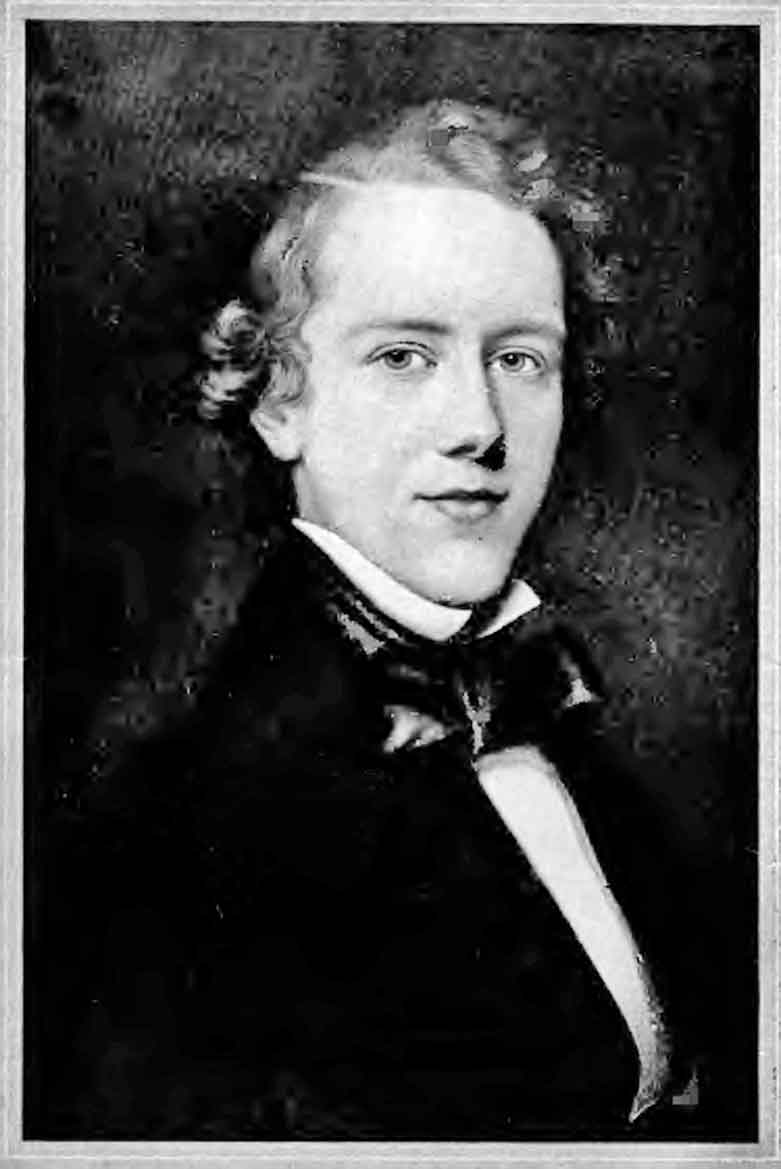
Hudson Taylor com 21 anos

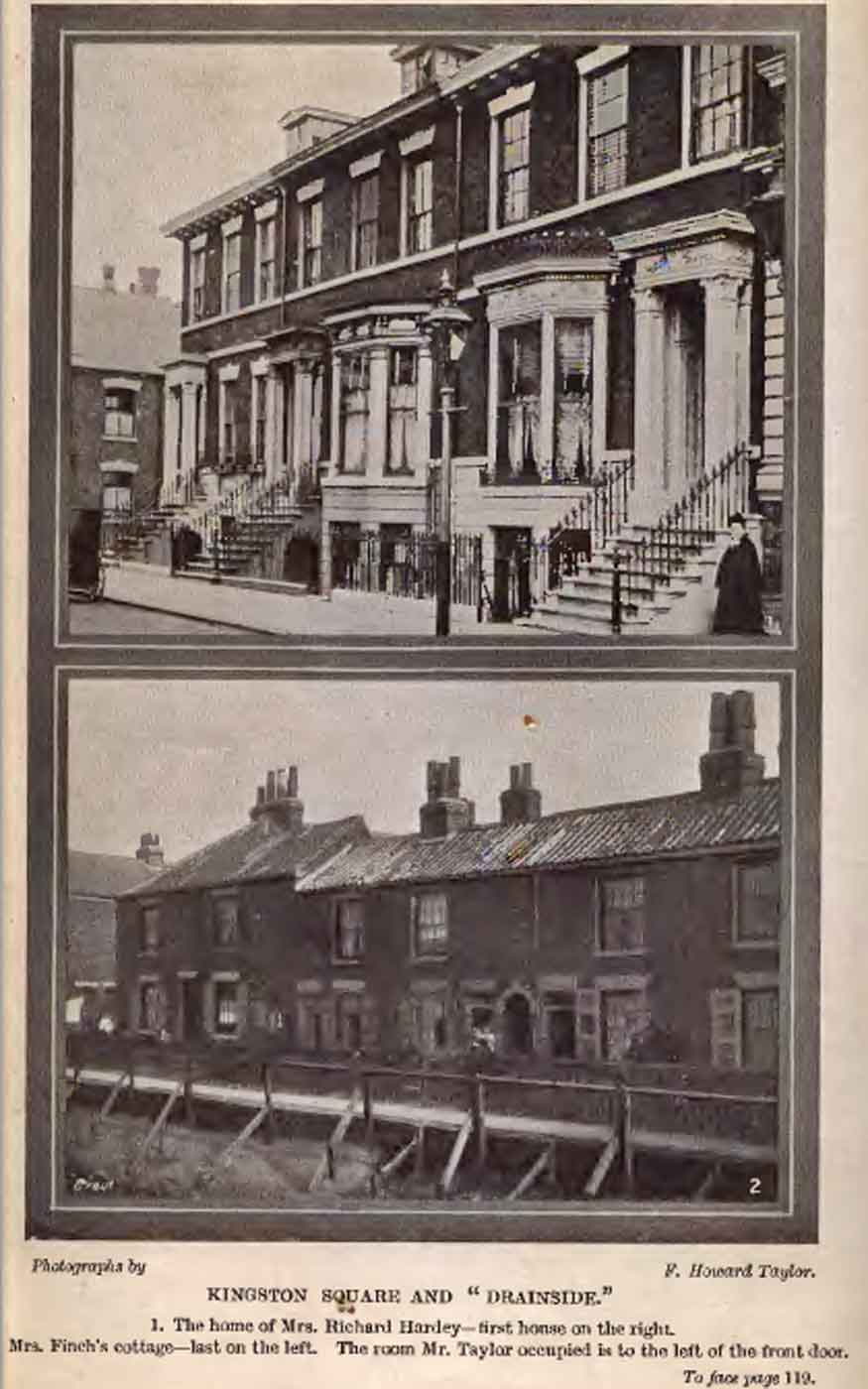
Hudson Taylor trabalhava na residência do Dr. Hardey em Hull (topo) e viveu na pobreza de Drainside

Taylor nasceu em Barnsley, Yorkshire, Inglaterra, filho de um químico (farmacêutico) e Metodista Calvinista, James Taylor e sua esposa, Amelia (Hudson), mas como adolescente ele se distanciou das crenças cristãs de seus pais. Aos 17 anos, depois de ler um panfleto evangelístico, professou a sua fé em Cristo, e em dezembro de 1849, se comprometeu a ir à China como missionário.[carece de fontes?] Nesse tempo ele entrou em contato com o médico Edward Cronin de Kensington – um dos membros do primeiro grupo missionário do Irmãos de Plymouth em Baghdad.[carece de fontes?]
Taylor pôde pedir emprestado uma cópia do livro “China: Seu Estado e Perspectivas” por Walter Henry Medhurst, que ele rapidamente leu. Foi durante esse tempo que começou a aprender o Mandarin Convencional, Grego, Hebraico e Latim.
Em 1851, se mudou para um vilarejo pobre em Kingston upon Hull para ser um assistente médico ao Dr. Richard Hardey, e começou a se preparar para uma vida de fé e serviço, se devotando aos pobres e confiando em Deus para suprir as suas necessidades. Entre os pobres, treinou pregações ao ar-livre e distribuição de panfletos. [carece de fontes?] Novamente, Taylor estava em contato com Andrew Jukes, um notável professor de Brethren em Hull.
Em 1852 ele começou a estudar medicina no Hospital Royal Londom em Whitechapel, Londres, como forma de se preparar para o trabalho na China. O grande interesse sobre a China acordou na Inglaterra através da Rebelião Taiping, que na época foi suposta erroneamente como um grande movimento ao Cristianismo, juntamente com as grandes porém exageradas reportagens feitas por Karl Gützlaff sobre a acessibilidade da China, levou à fundação da Sociedade de Evangelização Chinesa. Hudson ofereceu o seu serviço à missão e se tornou seu primeiro missionário.

## Primeira visita à China

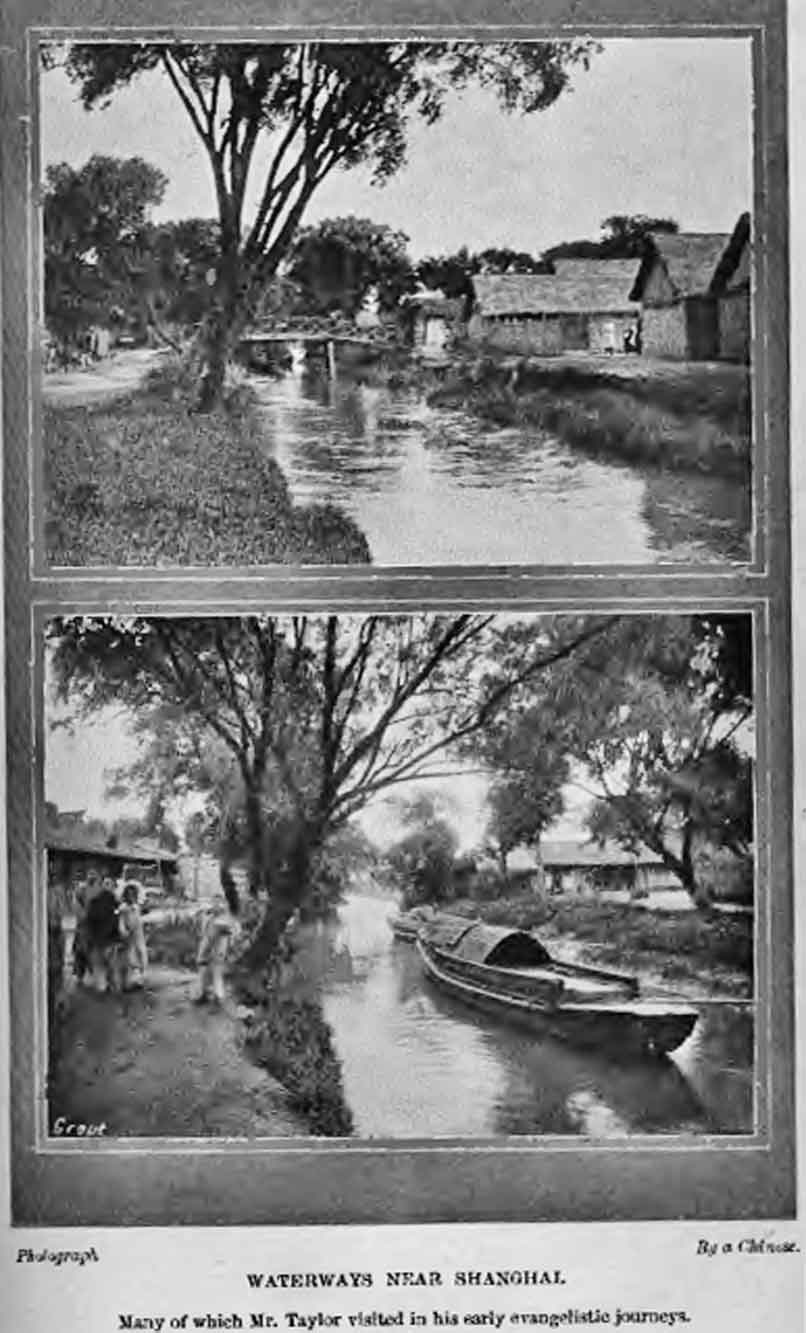
Hudson Taylor viajou de barco pelos canais da China, pregando e distribuindo Bíblias

Taylor deixou a Inglaterra no dia 19 de setembro de 1853 antes de completar os seus estudos médicos, chegando no Xangai, China, no dia 1 de Março de 1854. A quase desastrosa viagem no navio “Dumfries” pela passagem Leste próxima à Pulau Buru durou cerca de 5 meses. Na China, ele foi imediatamente confrontado com a guerra civil, tornando o seu primeiro ano no país um tanto tumultuado.
Taylor fez 18 viagens de pregação na área do Xangai começando em 1855, e frequentemente era mal recebido pela população, mesmo trazendo consigo kits médicos e habilidades. Decidiu adotar as roupas  nativas chinesas e também cortar o seu cabelo com um rabo-de-cavalo, como também era de costume. Assim, conseguiu atrair um público sem causar perturbações. Antes disso, Taylor percebeu que para onde viajava era chamado de “diabo preto” por causa do sobretudo que vestia. Distribuiu milhares de panfletos evangelísticos e partes das Escrituras em Xangai e nas suas proximidades. Durante a sua estadia no Xangai, também adotou e cuidou de um menino chinês chamado Hanban.
William Chalmers Burns, um evangelista escocês da Missão Presbiteriana Inglesa começou um trabalho em Shantou e Taylor se juntou a ele por um tempo. Depois de ir embora, descobriu que todos os seus suprimentos médicos tinham sido destruídos num incêndio. Então em Outubro de 1856, enquanto atravessava a China, foi roubado de quase todos os seus pertences.
Realocado em Ningbo em 1857, Taylor recebeu uma carta de um apoiador chamado George Müller, que levou Taylor e seu colega John Jones a se separarem da problemática missão que os enviara. Ao invés disso, decidiram trabalhar de forma independente no que se tornou a “Missão Ningbo”. Quatro homens chineses se juntaram a eles no trabalho: Ni Yongfa, Feng Ninggui, Wang Laijun e Qiu Guogui.
Em 1858, Taylor se casou com Maria Jane Dyer, a filha órfã do Rev. Samuel Dyer da London Missionary Society (Sociedade Missionária de Londres), que tinha sido um missionário pioneiro aos chineses de Penang, Malásia.. Hudson conheceu Maria em Ningbo onde ela viveu e trabalhou numa escola para meninas dirigida por uma das primeiras mulheres  missionárias na China, Mary Ann Aldersey.

Como um casal, os Taylors cuidaram e adotaram um menino chamado Tianxi enquanto moravam em Ningbo. Tiveram um filho legítimo que morreu no fim de 1858. Sua primeira filha a sobreviver, Grace, nasceu em 1859. Pouco depois de seu nascimento, os Taylors se apropriaram de todas as operações no hospital em Ningbo que estava sendo liderado pelo Dr. William Parker. Em uma carta à sua irmã Amelia Hudson Taylor ele escreveu no dia 14 de Fevereiro de 1860, 
| “ | Se eu tivesse mil libras a China deveria o ter- se eu tivesse mil vidas, a China deveria as ter. Não! Não a China, mas Cristo. Podemos fazer demais para Ele? Podemos fazer demais por um Salvador tão precioso? | ” |

Por conta de problemas de saúde, em 1860 Taylor decidiu retornar à Inglaterra numa viagem familiar. Os Taylors navegaram de volta à Inglaterra no navio Jubilee juntamente com a sua filha, Grace e um jovem homem, Wang Laijun, da igreja de Bridge Street em Ningbo, que ajudaria com a tradução da Bíblia a continuar na Inglaterra.

## Família e a Missão Para o Interior da China

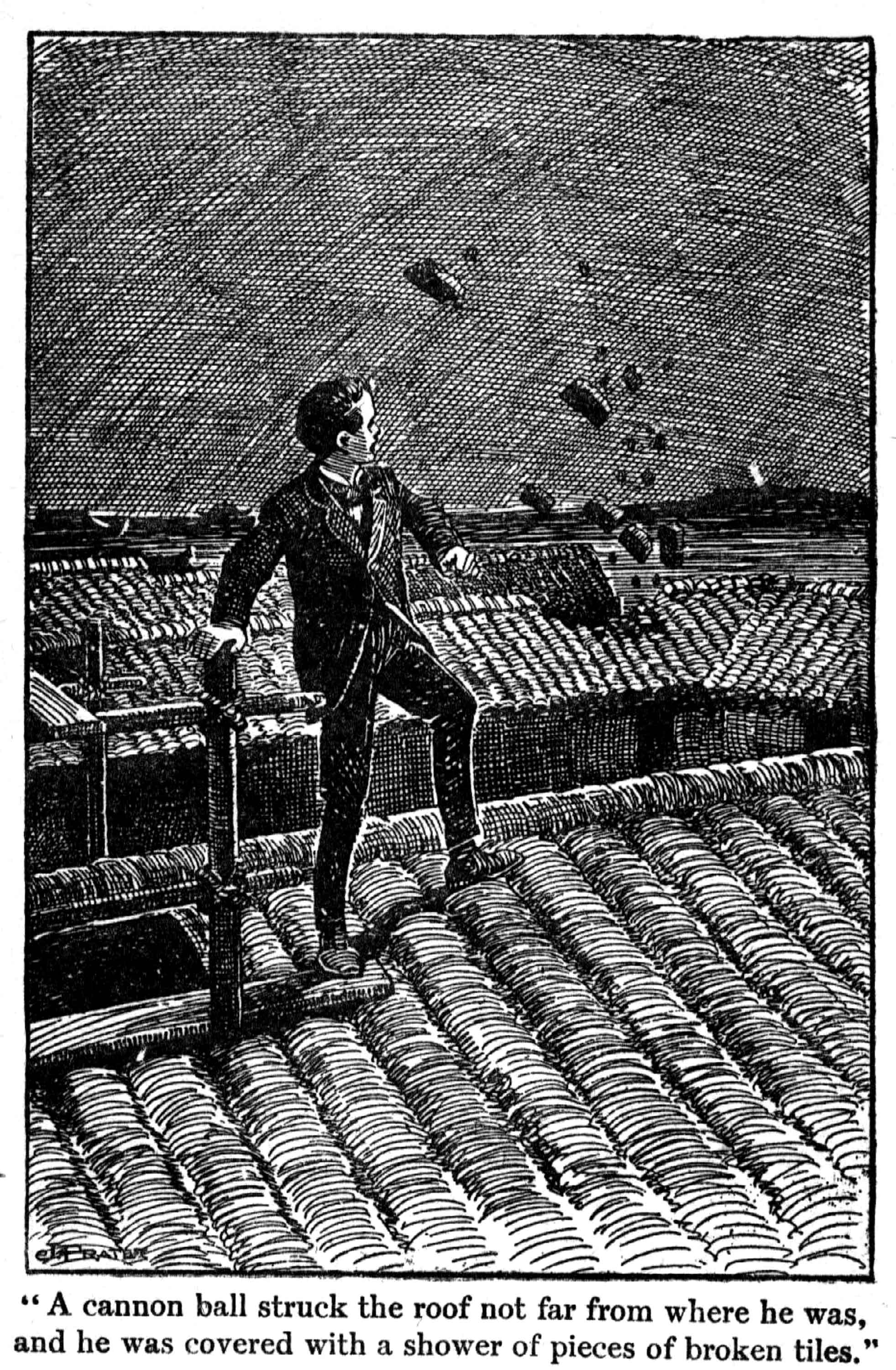
Hudson Taylor quase morreu em Xangai durante a guerra civil.

Taylor usou seu tempo na Inglaterra para continuar seu trabalho, na companhia de Frederik Foster Gough da Sociedade Missionária da Igreja traduzindo o Novo Testamento em um dialeto Ningbo Romanizado para a Sociedade Bíblica Britânica e Estrangeira. Ele completou seu diploma (e um curso de obstetrícia) no Hospital Real de Londres com o Royal College of Surgeons em 1862, e com a ajuda de Maria, escreveu um livro chamado “China's Spiritual Need and Claims” em 1865, que foi instrumento para gerar simpatia pela China e voluntários para o campo missionário. Estes voluntários começaram a ir em 1862, o primeiro deles sendo James Joseph Meadows. No livro Taylor escreveu:  
| “ | Oh, se a eloquência defendesse a causa da China, se um lápis colocado no fogo pintasse a condição desse povo. | ” |

 Ele viajou extensivamente pelas Ilhas Britânicas falando em igrejas e promovendo as necessidades da China. Em casa, no lado Leste de Londres, também ministrou na Prisão de Newsgate. Durante este tempo ele se tornou amigo de Charles Haddon Spurgeon, que pastoreou o Tabernáculo Metropolitano e se tornou um mantenedor de Taylor para toda a vida. Também, entre 1865 e 1866, os Taylors anfitriaram o jovem Thomas John Bernardo em sua casa como possível candidato missionário. 

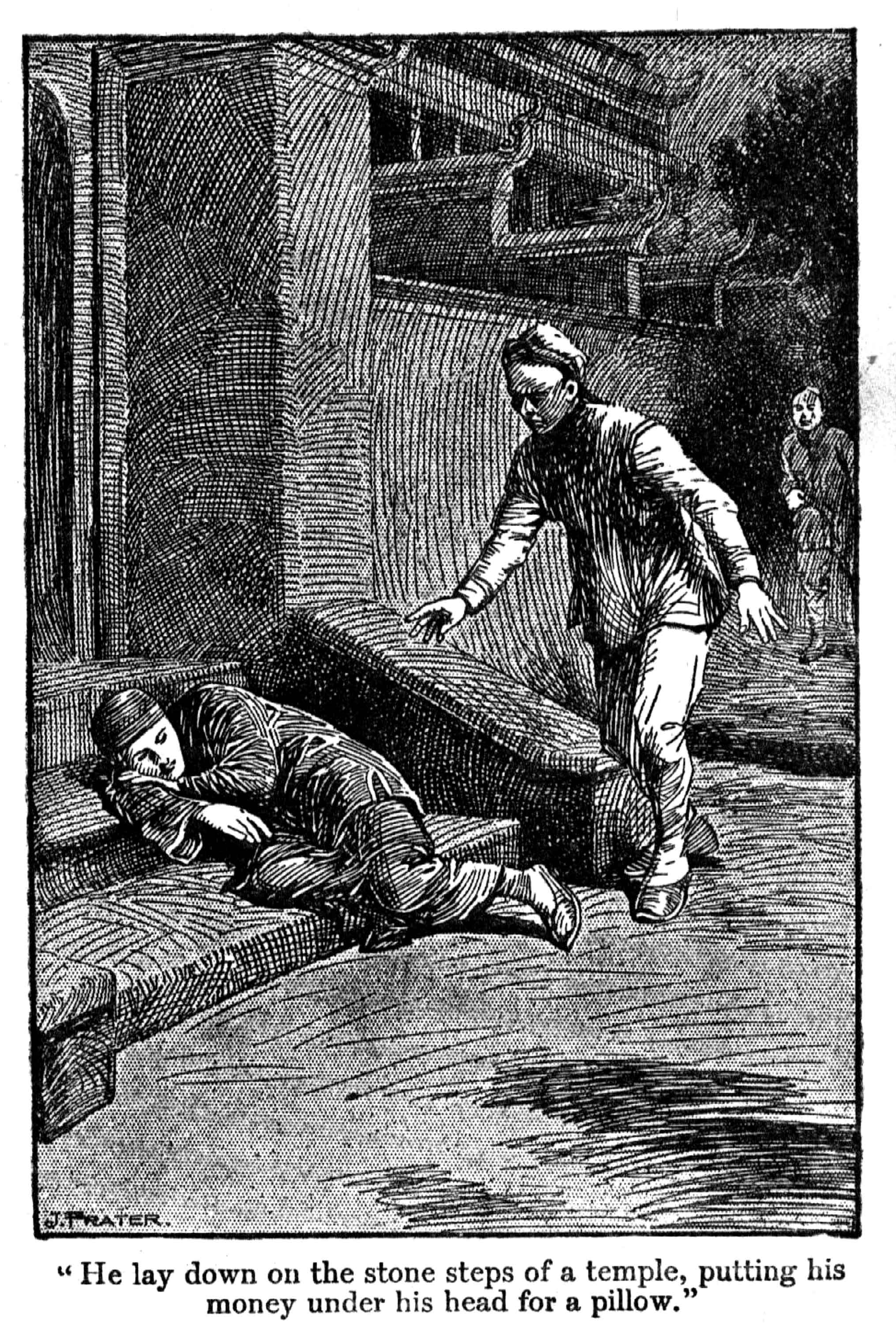
Hudson Taylor sozinho à noite é revistado por um ladrão.

Seu segundo filho, Herbert, nasceu em Londres em 1861. Os Taylors tiveram outros filhos em 1862, Frederick; em 1864, Samuel; e em 1865 Jane – que nasceu morta.
No dia 25 de Junho de 1865, em Brighton, Taylor definitivamente se dedicou a Deus para a fundação de uma nova sociedade que se encarregasse do evangelismo das áreas não-alcançadas nas províncias do interior da China. Ele fundou a Missão Para o Interior da China [China Inland Mission] juntamente com William Thomas Berger pouco depois. Em menos de um ano, eles tinham aceitado 24 missionários e levantado mais de £2,000 (aproximadamente R$380.903,57 nos valores de 2007[carece de fontes?]). No começo de 1866 Taylor publicou a primeira edição de “Occasional Paper of the China Inland Mission”  que depois se tornou “China's Millions” (Os Milhões da China).
O resumo que se segue foi escrito por Taylor e seus princípios se tornaram essenciais ao China Inland Mission:
| “ | Objetivo A China Inland Mission foi formada sob uma percepção profunda da necessidade urgente da China, e com um desejo sincero, constrangido pelo amor de CRISTO e a esperança de Sua vinda, para obedecer ao comando de pregar o Evangelho a toda criatura. O seu objetivo é, pela ajuda de DEUS, trazer aos chineses o conhecimento do amor salvador de DEUS em CRISTO, trabalhando no interior da China. Caráter. A missão é Evangélica, e abraça membros de todas as grandes denominações Cristãs. Métodos. Métodos um tanto peculiares foram adotados para trabalhar com a nova organização. Foi determinado: 1. Que cada candidato adequadamente qualificado para trabalho missionário deve ser aceito sem restrições em relação a denominações, desde que sua fé seja sã em todas as verdades fundamentais. 2. Que todos que saíram como missionários devem ir na dependência de Deus para os suprimentos temporais, com o claro entendimento que a Missão não garantiu nenhum tipo de salário; e sabendo que, como a Missão não entraria em dívida, ela podia apenas ministrar à aqueles conectados com ela de acordo com o dinheiro que entrasse no decorrer do tempo. Sustento. A Missão é mantida inteiramente pelas ofertas de livre-arbítrio do povo do Senhor. As necessidades do trabalho são colocadas diantes de Deus em oração, não sendo autorizado nenhum tipo de solicitação pessoal. Não é gastado nada mais do que o recebido, entrando em dívidas sendo considerado inconsistente com o princípio bíblico de total dependência em Deus. | ” |

No dia 26 de Maio de 1866, depois de mais de cinco anos trabalhando na Inglaterra, Taylor e sua família foram à China com sua nova equipe de missões a bordo do navio "Lammermuir". Na época, uma viagem de 4 meses era considerada rápida. Enquanto estavam no Mar do Sul da China e também no Oceano Pacífico o navio quase naufragou mas sobreviveu a 2 tufões. Chegaram em segurança no Xangai no dia 30 de Setembro de 1866.

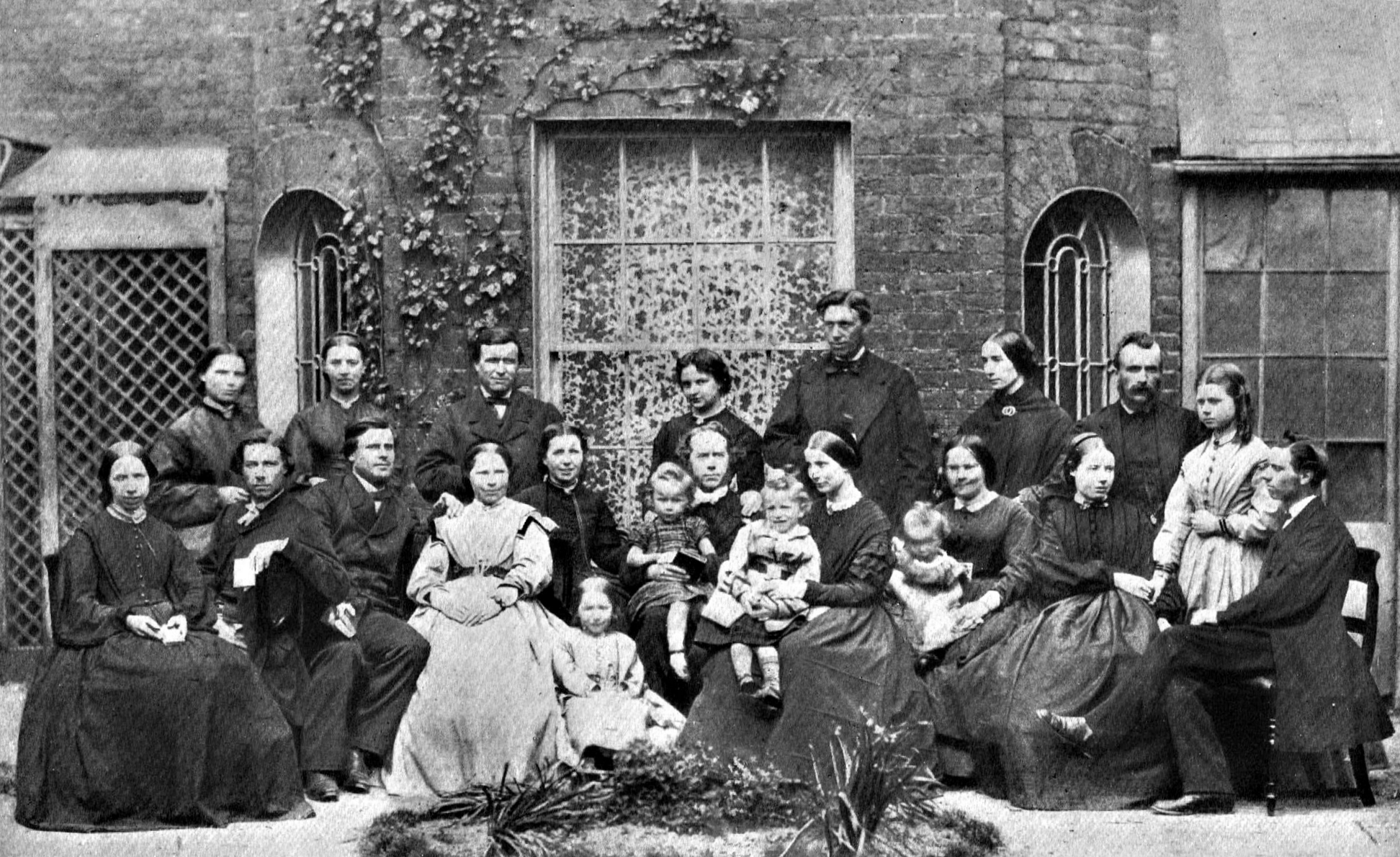
A partida no "Lammermuir" incluiu 16 missionários e os 4 filhos dos Taylors.

## Retorno à China
A chegada do maior grupo de missionários já enviado à China - bem como sua intenção de se vestir com roupas nativas - deu muito o que falar na instalação estrangeira em Xangai, e algumas críticas começaram a ser dirigidas à jovem Missão Para o Interior da China. O grupo de missionários, inclusive as mulheres, vestia roupas chinesas, não obstante isso ser considerado um tanto escandaloso à época. Enquanto outros missionários procuravam preservar seus costumes britânicos, Taylor estava convencido de que o Evangelho só criaria raízes em solo chinês se os missionários estivessem dispostos a afirmar a cultura do povo que eles buscavam alcançar. Ele argumentou, a partir do exemplo do apóstolo Paulo: "Deixem-nos, em tudo o que não é pecaminoso, nos tornarmos como os chineses, para que possamos, por todos os meios, chegar a salvar alguns."
Eles viajaram pelo Grande Canal da China para fazer o primeiro assentamento na cidade de Hangzhou, que então estava devastada pela guerra. Taylor e sua esposa tiveram outra filha na China (Maria Hudson Taylor). Taylor começou a praticar o trabalho médico muito procurado e a pregar todos os dias com uma programação exaustiva. Centenas de pessoas vieram para ouvir e para ser tratadas.
Os conflitos dentro da equipe de Lammermuir limitaram sua eficácia, mas quando Grace, filha de Taylor, morreu de meningite em 1867, eles se uniram por um tempo e resolveram a discórdia depois de testemunharem que Taylor colocava os cuidados de seus companheiros missionários acima mesmo da preocupação de que ele teve por sua filha doente. Muitos membros da tripulação do Lammermuir foram convertidos ao Cristianismo.

## Revolta em Yangzhou
Em 1868, os Taylors levaram um grupo de missionários a Yangzhou para iniciar um novo trabalho. Mas os problemas continuaram em 1868, quando as instalações da missão foram atacadas, saqueadas e queimadas durante a revolta de Yangzhou. Apesar da violência e dos ferimentos, ninguém foi morto. Infelizmente, a indignação internacional contra os chineses pelo ataque a esses cidadãos britânicos (e a subsequente chegada da Marinha Real Britânica) fez com que Taylor e a Missão Para o Interior China também fossem criticados na imprensa britânica por quase iniciar uma guerra. Taylor nunca solicitou intervenção militar, mas algumas vozes no Parlamento Britânico pediram "a retirada de todos os missionários da China". No entanto, os Taylors retornaram a Yangzhou mais tarde naquele ano para continuar no trabalho e muitos foram convertidos ao Cristianismo.
Em 1869, Hudson foi influenciado por uma passagem sobre santidade pessoal de um livro chamado "Christ Is All"[Cristo é Tudo, em tradução livre], de Henry Law, que foi enviado a ele por um colega missionário, John McCarthy. "O Senhor Jesus recebido é a santidade iniciada; o Senhor Jesus amado é a santidade avançada; o Senhor Jesus considerado como nunca ausente seria a santidade completa." Essa nova compreensão de permanecer continuamente em Cristo durou pelo resto de sua vida. Na época, ele foi citado pelo colega missionário Charles Henry Judd dizendo: "Oh, Sr. Judd, Deus me fez um novo homem!" Taylor mais tarde enviou "Como viver em Cristo", um livreto de Harriet Beecher Stowe, que apareceu pela primeira vez como uma introdução a "A Religião Como Ela Deveria Ser", um livro escrito por Christopher Dean e publicado em 1847.

## Morte de Maria
Em 1868, os Taylor tiveram outro filho, Charles, e em 1870, Taylor e sua esposa tomaram a difícil decisão de enviar seus três filhos mais velhos (Bertie, Freddie e Maria - Samuel havia morrido no início daquele ano) de volta à Inglaterra com Emily Blatchley. Em julho, nasceu Noel, sétimo filho do casal, embora ele tenha morrido de desnutrição duas semanas após o nascimento devido à incapacidade de Maria - que estava doente - de amamentá-lo. A própria Maria morreu alguns dias depois, com a causa oficial da morte sendo cólera. A morte dela abalou Taylor profundamente e, em 1871, sua própria saúde começou a deteriorar-se ainda mais, levando ao seu retorno à Inglaterra no final daquele ano para se recuperar e cuidar de negócios.

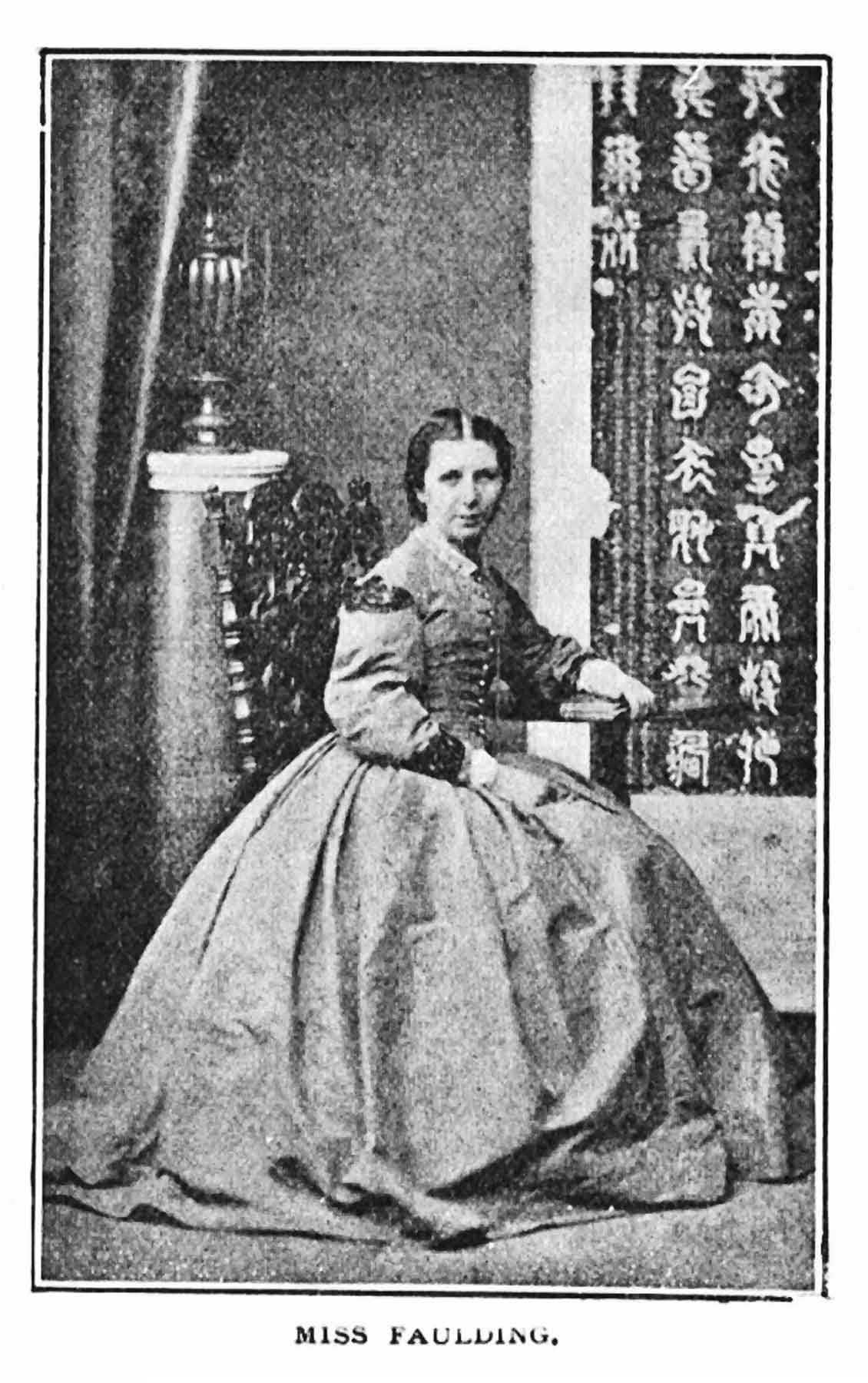
Hudson Taylor casou-se com Jennie Faulding em 1871.

De volta à Inglaterra, Taylor casou-se com Jane Elizabeth Faulding, que os acompanhava no trabalho missionário desde 1866. Hudson e "Jennie" retornaram à China no final de 1872 a bordo do MM Tigre. Eles estavam em Nanquim quando Jennie deu à luz gêmeos natimortos - um menino e uma menina - em 1873. Dois anos depois, os Taylor foram forçados a retornar mais uma vez à Inglaterra por causa da morte da secretária da missão e cuidadora de seus filhos, Emily Blatchley.
Durante o inverno de 1874 e 1875, Taylor ficou praticamente paralisado devido a uma queda de um barco, que havia sofrido  em um rio enquanto estava na China. Nesse entrave causado pela incapacidade física, Taylor confiantemente publicou um apelo para que 18 novos trabalhadores se unissem ao trabalho. Quando ele recuperou as forças, Jennie ficou com os filhos (incluindo um novo filho e filha, Ernest Hamilton e Amy, bem como a filha órfã do colega missionário George Duncan), enquanto Hudson Taylor retornou à China em 1876, seguido pelo 18 missionários solicitados. Enquanto isso, na Inglaterra, o trabalho de Secretário Geral da Missão Para o Interior da China era feito por Benjamin Broomhall, que casou-se com a irmã de Hudson, Amelia.
Foi nessa época que o trabalho evangelístico de Hudson na Inglaterra afetou profundamente vários membros da famosa família Studd de jogadores de críquete, resultando na conversão de três dos irmãos e tornando-se eles próprios profundamente religiosos; um deles, o jogador de críquete Charles Studd, tornou-se missionário na China junto com outros convertidos da Universidade de Cambridge, conhecidos como "Os Sete de Cambridge".
De 1876 a 1878 Taylor viajou por todo o interior da China, abrindo estações de missões. Isso foi possível com a assinatura, em 13 de setembro de 1876, da Convenção de Chefoo, um acordo entre a Grã-Bretanha e a China que possibilitou que o trabalho missionário acontecesse legalmente no interior da China. Em 1878, Jennie voltou à China e começou a trabalhar para promover o serviço missionário feminino ali. Seu filho Ernest Hamilton Taylor juntou-se a eles na Missão Para o Interior da China em 1898, onde permaneceu como missionário durante grande parte de sua vida profissional. Em 1881, havia 100 missionários na Missão Para o Interior da China.

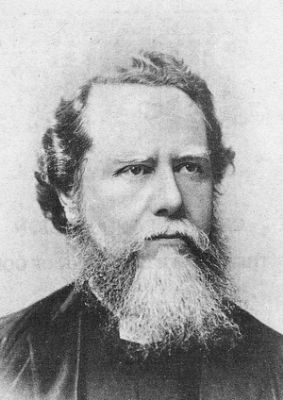
Hudson Taylor por volta de 1885.

Taylor retornou à Inglaterra em 1883 para recrutar mais missionários falando das necessidades da China, e voltou à China, trabalhando agora com um total de 225 missionários e 59 igrejas. Em 1887, o número deles aumentou para mais 102 e, em 1888, Taylor trouxe 14 missionários dos Estados Unidos. Nos Estados Unidos, ele viajou e falou em muitos lugares, incluindo a Conferência Bíblica de Niágara, onde fez amizade com Cyrus Scofield e, posteriormente, Taylor pregou no púlpito de Dwight Lyman Moody em Chicago como convidado. A partir de então, Moody e Scofield apoiaram ativamente o trabalho da Missão Para o Interior da China da América do Norte.
Em 1897, Maria, a única filha sobrevivente de Hudson e Maria, morreu em Wenzhou, deixando quatro filhos pequenos e seu marido missionário, John Joseph Coulthard. Ela foi fundamental para levar muitas mulheres chinesas ao Cristianismo durante sua curta vida.

## Crise dos Boxers
As notícias da Rebelião dos Boxers e a resultante interrupção do trabalho missionário em 1900 angustiaram Taylor, embora tenham aumentado o interesse pelas missões na área e o crescimento adicional de sua Missão Para o Interior da China. Embora a CIM tenha sofrido mais do que qualquer outra missão na China (58 missionários e 21 crianças foram mortas), Taylor se recusou a aceitar o pagamento por perda de propriedade ou vida, para mostrar a 'mansidão e a ternura de Cristo'. Ele foi criticado por alguns, mas foi elogiado pelo Ministério das Relações Exteriores britânico, cujo ministro em Pequim doou 200 libras para a CIM, expressando sua 'admiração' e simpatia por ele. Os chineses também ficaram tocados com a atitude de Taylor.

## Anos Finais
Devido a problemas de saúde, Taylor permaneceu na Suíça, semi-aposentado com sua esposa. Em 1900, Dixon Edward Hoste foi nomeado Diretor Geral Interino da CIM e, em 1902, Taylor renunciou formalmente. Sua esposa, Jennie, morreu de câncer em 1904 em Les Chevalleyres, Suíça, e em 1905, Taylor retornou à China pela décima primeira e última vez. Lá ele visitou Yangzhou, Zhenjiang e outras cidades, antes de morrer repentinamente enquanto lia em sua casa em Changsha. Ele foi enterrado ao lado de sua primeira esposa, Maria, em Zhenjiang, no pequeno cemitério inglês perto do Rio Yangtzé.
O local onde ficava pequeno cemitério foi ocupado por edifícios industriais na década de 1960 e as lápides foram destruídas. No entanto, o marcador do túmulo de Hudson Taylor foi armazenado em um museu local por anos. Seu bisneto, James Hudson Taylor III, encontrou o marco e conseguiu ajudar uma igreja local chinesa a reerguê-lo em seu prédio em 1999.

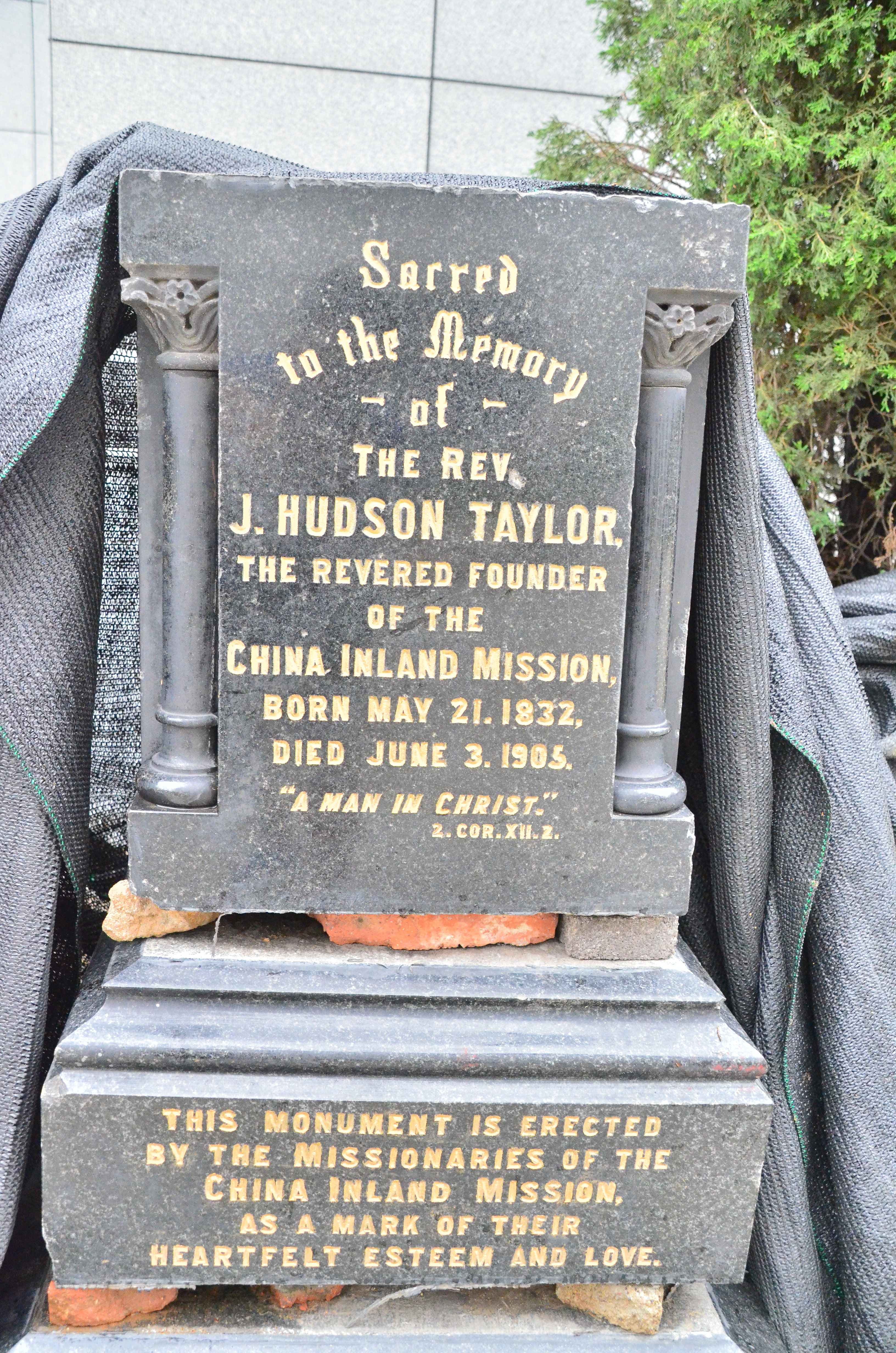
Atualmente em posse de Xuande Hall (cidade de Zhenjiang) (dado de julho de 2016) e enterrado sob uma cobertura. Deve haver um memorial construído aqui, de acordo com oficiais da igreja.

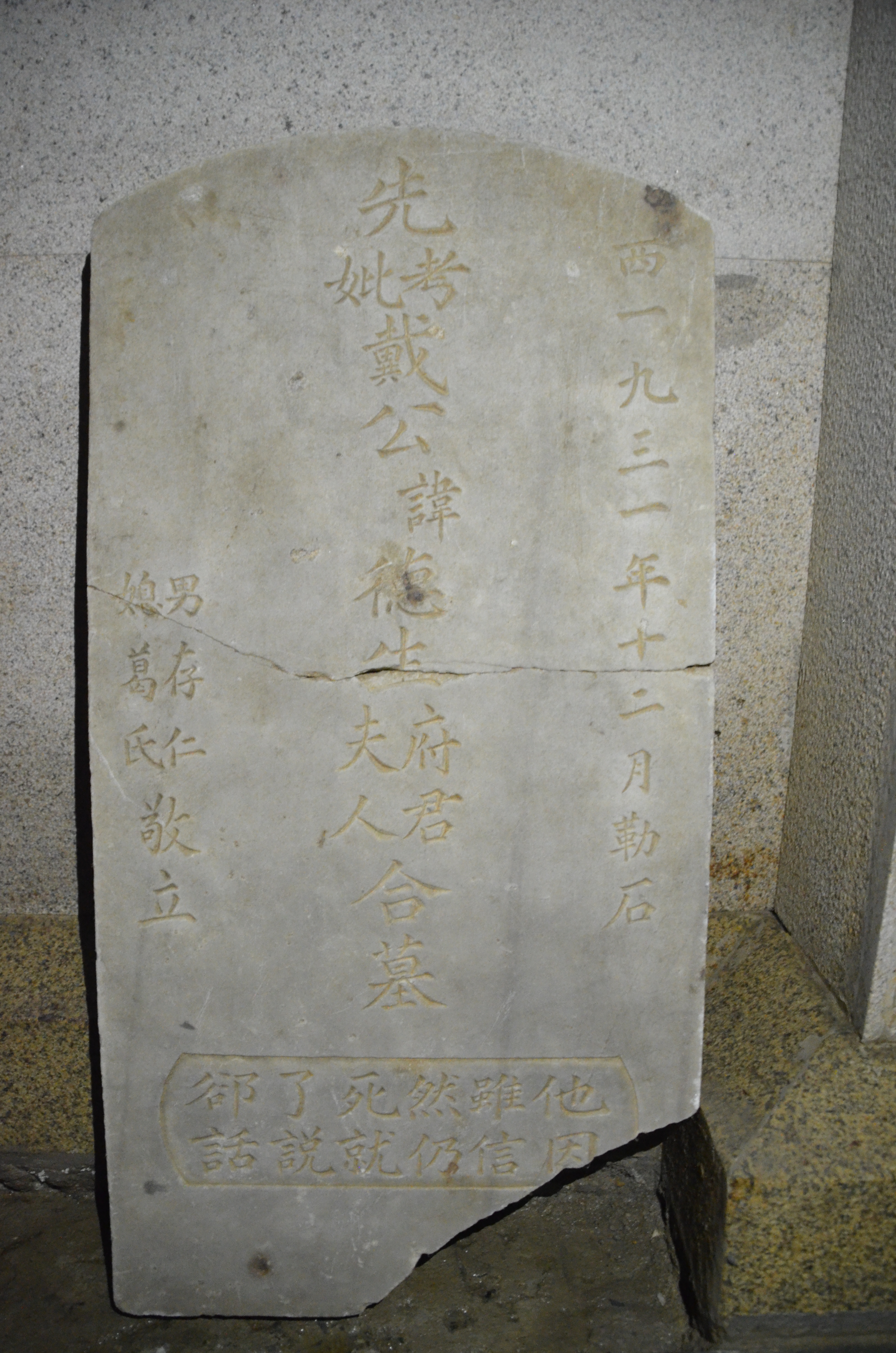
Escondido sob o forro da igreja

Sua lápide reerguida diz:

| Consagrado                                             |
| à memória                                              |
| do Rev.                                                |
| J. Hudson Taylor,                                      |
| o venerado fundador                                    |
| da Missão Para o Interior da China.                    |
| Nascido em 21 de Maio de 1832,                         |
| Morto em 3 Junho de 1905                               |
| "UM HOMEM EM CRISTO" 2 Cor. XII:2                      |
| Este monumento foi erigido                             |
| pelos missionários da Missão Para o Interior da China, |
| como uma marca de sua estima e amor sinceros.          |

## Legado
O início das "missões de fé" (o envio de missionários sem promessas de sustento temporal, mas sim uma confiança "por meio da oração para mover os homens por Deus") tem tido um grande impacto entre as igrejas evangélicas até hoje. Após sua morte, a Missão Para o Interior da China ganhou a notável distinção de ser a maior agência missionária protestante do mundo. As biografias de Hudson Taylor inspiraram gerações de cristãos a seguir seu exemplo de serviço e sacrifício. Exemplos notáveis são: missionária na Índia Amy Carmichael, medalhista de ouro olímpico Eric Liddell, missionário do século XX e mártir Jim Elliot, fundador da Bible Study Fellowship Audrey Wetherell Johnson, bem como evangelistas internacionais Billy Graham e Luis Palau.
Os descendentes de James Hudson Taylor continuaram seu ministério integralmente no século 21 em comunidades chinesas no Leste Asiático. James Hudson Taylor III (1929–2009)  em Hong Kong, e seu filho, James H. Taylor IV, que se casou com Yeh Min Ke (a primeiro membro chinês da família Taylor), que estão envolvidos em tempo integral com ministérios na China.
| “ | Hudson Taylor foi, ...um dos maiores missionários de todos os tempos, e... um dos quatro ou cinco estrangeiros mais influentes que vieram para a China no século XIX para qualquer propósito... — Kenneth Scott Latourette | ” |

| “ | Mais que qualquer outro ser humano, James Hudson Taylor, ... fez a maior contribuição à casa das missões mundiais no século XIX. — Ralph D. Winter | ” |

| “ | Ele era ambicioso sem ser orgulhoso... Ele era bíblico sem ser fanático... Ele era um seguidor de Jesus, sem ser superficial... Ele era carismático sem ser egoísta." —Arthur F. Glasser | ” |

Turistas chineses começaram a visitar sua cidade natal, Barnsley, para ver onde seu herói cresceu e a cidade está planejando uma trilha para guiar os visitantes aos marcos ao redor da cidade.

## Crenças
Taylor foi criado na tradição Metodista, mas no decorrer de sua vida ele foi um membro da Igreja Batista Westbourne Grove, pastoreada por William Garrett Lewis, e ele também manteve fortes laços aos "Irmãos Abertos", como George Müller.

## Cronologia

### Do nascimento aos 21 anos (1832 a 1853)
- Nasce em 21 de maio de 1832 em Barnsley, Inglaterra
- Converte-se ao Cristianismo em junho de 1849 em Barnsley
- Começa os estudos médicos, na esperança de ir para a China, em maio de 1850 em Kingston upon Hull
- Batizado em 1851 em Kingston upon Hull
- Muda-se para Londres em 2 de setembro de 1852

### Primeira viagem à China (1854)
- Navega para a China a bordo do Dumfries como agente da Sociedade de Evangelização Chinesa em 19 de setembro de 1853 em Liverpool, Lancashire, Inglaterra
- O navio Dumfries chega em 1º de março de 1854 em Xangai, China
- Passa sete meses com William Chalmers Burns de 1855 a 1856
- Navega para Shantou e Guangdong, na China, a bordo do "Geelong" em 12 de março de 1856
- Muda-se para Ningbo, Zhejiang, China, em outubro de 1856
- Renuncia à Sociedade de Evangelização Chinesa em junho de 1857 em Ningbo
- Inicia a Missão Ningbo depois de junho de 1857 em Ningbo
- Casa-se com Maria Jane Dyer, em 20 de janeiro de 1858 em Presbyterian Compound, Ningbo
- Nasce Grace Dyer Taylor em 31 de julho de 1859 na Casa Missionária de Ningbo
- Assume o comando do hospital de William Parker com Maria, setembro de 1859 fora de Salt Gate, Ningbo
- Faz o primeiro apelo à Inglaterra por ajudantes em 16 de janeiro de 1860, em Ningbo

### Vida em Londres (1860 a 1866)
- Navega para a Inglaterra (através do Cabo da Boa Esperança) em licença a bordo do navio Jubliee com Maria, Grace e Wang Laijun, 19 de julho de 1860 em Xangai. O Jubliee chega em 20 de novembro de 1860 em Gravesend, Inglaterra
- Estabelece-se em 20 de novembro de 1860 em Westbourne Grove, 63, Bayswater, Londres
- Conclui a revisão de uma versão do Novo Testamento no coloquial do dialeto Ningbo para a Sociedade Bíblica Britânica e Estrangeira de 1860 a 1865
- Nasce Herbert Hudson Taylor, em 3 de abril de 1861, em Westbourne Grove, 63, Bayswater, Londres
- Muda-se após 9 de abril de 1861 para Beaumont Street, 1, Londres
- Obteve diploma de Membro do Royal College of Surgeons no Royal London Hospital, Londres, em 1862
- Nasce Frederick Howard Taylor, em 25 de novembro de 1862, em Beaumont Street, 1, Mile End Road, Londres
- Nasce Samuel Dyer Taylor, em 24 de junho de 1864, em Barnsley, Yorkshire
- Muda-se em 6 de outubro de 1864 para Coborn Street, 30, Londres
- A Missão Para o Interior da China é fundada em 25 de junho de 1865, na praia de Brighton, Sussex
- Publica o Artigo "As Necessidades e os Clamores Espirituais da China" [China's Spiritual Need and Claims], em outubro de 1865 em Londres
- Publicação do Periódico nº 1 da Missão Para o Interior da China em 12 de março de 1866 em Londres

### Retorno à China (1866 a 1871)
- Navega para a China (através do Cabo da Boa Esperança) a bordo do Lammermuir com Maria e seus quatro filhos, em 26 de maio de 1866 em East India Docks, Londres. Chega a bordo do Lammermuir em 29 de setembro de 1866 em Xangai, China
- Estabelece-se com o grupo do Lammermuir, em dezembro de 1866, em Xin Kai Long (New Lane), 1, Hangzhou, Zhejiang
- Nasce Maria Hudson Taylor, em 3 de fevereiro de 1867, em Xin Kai Long (New Lane), 1, Hangzhou
- Morre Grace Dyer Taylor, filha de Hudson, em 23 de agosto de 1867, em um templo em Pengshan, perto de Hangzhou
- Sobrevive à revolta com Maria, em 22 de agosto de 1868, em Yangzhou
- Nasce Charles Edward Taylor, em 29 de novembro de 1868, em Yangzhou
- Entra no estado de "Vida transformada": - "Deus me fez um novo homem!" 4 de setembro de 1869
- Morre Samuel Dyer Taylor, filho de Hudson, em 4 de fevereiro de 1870, a bordo de um barco no rio Yangtzé perto de Zhenjiang
- Nasce Noel Taylor, em 7 de julho de 1870, em Zhenjiang
- Morre Noel Taylor, 13 dias após o nascimento, em 20 de julho de 1870 em Zhenjiang
- Morre, Maria Jane Dyer, esposa de Hudson, em 23 de julho de 1870, em Zhenjiang

### Licença e novo casamento (1871 a 1872)
- Navega para Marselha em licença via Saigon, Ceilão, Adem e Suez a bordo do MM Ava após 5 de agosto de 1871 em Guangzhou, Guangdong, China. Chega à Inglaterra em 25 de setembro de 1871 de Marselha, França (via Paris)
- Casa-se com Jane Elizabeth Faulding, 28 de novembro de 1871 na Regent's Park Chapel, Londres
- Muda-se em 15 de janeiro de 1872 para Pyrland Road, 6, Islington, Londres

### Terceira viagem à China (1872 a 1874)
- Navega para a China a bordo do M M Tigre com Jennie, em 9 de outubro de 1872 de Marselha, França (via Paris de Londres). M M Tigre chega em 28 de novembro de 1872 em Xangai, China
- O filho bebê (gêmeo) Taylor nasce em 13 de abril de 1873 em Nanquim, Jiangsu, China
- Filha bebê (gêmea) Taylor nasce em 14 de abril de 1873 em Nanquim, Jiangsu, China
- Caiu dos degraus de um barco de rio e machuca a coluna em maio de 1874 na China

### Convalescência na Inglaterra (1874 a 1876)
- Navega para a Inglaterra em licença com Jennie, 30 de agosto de 1874. Chega em 15 de outubro de 1874 na Inglaterra
- Paralisado durante o inverno de 1874-75 em Londres
- Um Apelo Por Dezoito Trabalhadores publicado em janeiro de 1875 em Londres
- Nasce Ernest Hamilton Taylor, em 7 de janeiro de 1875 em Pyrland Road, 2, Islington
- Publica China's Millions, 1 (1), Londres, Julho de 1875.
- Nasce Amy Hudson Taylor, em 7 de abril de 1876, em Islington

### Quarta viagem à China (1876 a 1877)
- Navega para a China em 8 de setembro de 1876. Chega em 22 de outubro de 1876 na China
- Conferência Geral Missionária em 10 de maio de 1877, em Xangai, China
- Navega para a Inglaterra em 9 de novembro de 1877. Chega em 20 de dezembro de 1877 na Inglaterra

### Quinta viagem à China (1879 a 1883)
- Navega para a China em 24 de fevereiro de 1879. Chega em 22 de abril de 1879 na China
- Primeira visita em agosto de 1880 no Rio Guangxin, Jiangxi
- Parte para a Inglaterra em 6 de fevereiro de 1883 de Yantai
- Navega para a Inglaterra em licença em 10 de fevereiro de 1883. Chega em 27 de março de 1883 na Inglaterra

### Sexta viagem à China (1885 a 1888)
- Navega para a China em 20 de janeiro de 1885. Chega em 3 de março de 1885 na China
- Segunda visita no rio Guangxin (Kwangsin), Jiangxi, em maio de 1886
- O pastor Hsi designado em 5 de agosto de 1886 em Shanxi
- Primeira reunião do Conselho da China, Apelo para "Os Cem Missionários", em 13 de novembro de 1886, na China
- Navega para a Inglaterra em 9 de janeiro de 1887. Chega em 18 de fevereiro de 1887 na Inglaterra
- Discursa na Convenção de Keswick após fevereiro de 1887 em Keswick, Inglaterra
- Navega para os EUA a bordo do RMS Etruria em 23 de junho de 1888. Chega em 1º de julho de 1888 na cidade de Nova York, participa da Conferência Bíblica do Niágara e cruza o continente pela Canadian Pacific Railway.

### Sétima viagem à China (1888 a 1889)
- Navega para a China de Vancouver, Canadá, via Yokohama, Japão em 5 de outubro de 1888. Chega em 30 de outubro de 1888 em Xangai, China
- Navega para a Inglaterra via França em 12 de abril de 1889. Chega à Inglaterra em 21 de maio de 1889
- Chega em 6 de julho de 1889 na cidade de Nova York
- Navega para a Inglaterra em 17 de agosto de 1889. Chega em 24 de agosto de 1889 na Inglaterra
- Publica To Every Creature, Londres: World Invisible, Outubro de 1889.

### Oitava viagem à China (1890 a 1892)
- Navega para a China em 17 de março de 1890 em Xangai, China. Chega em 27 de abril de 1890 em Xangai, China
- Prega o sermão de abertura na Conferência Geral Missionária em 7 de maio de 1890 em Xangai, China
- Navega para a Austrália em 26 de agosto de 1890. Navega para a China em 20 de novembro de 1890. Chega em 21 de dezembro de 1890 em Xangai, China
- Chega com Jennie em março de 1892 em Vancouver, British Columbia, Canadá
- Navega para a Inglaterra via Canadá com Jennie em 10 de maio de 1892. Chega com Jennie em 26 de julho de 1892 na Inglaterra
- Discursa na Convenção de Keswick de 1893 em Keswick, Inglaterra
- Publica Union and Communion em 1893 na Inglaterra
- Publica a autobiografia A Retrospect em 1894 na Inglaterra
- Presta testemunho à Comissão Real Sobre o Ópio como oponente do comércio antes de 14 de fevereiro de 1894 na Inglaterra

### Nona viagem à China (1894 a 1896)
- Navega para a China via EUA a bordo do RMS Germanic com Jennie, em 14 de fevereiro de 1894 em Liverpool e Queenstown, Inglaterra
- Chega a bordo do RMS Germanic com Jennie, em 24 de fevereiro de 1894 em Ellis Island, Nova York
- Fala na Conferência de Estudantes após 24 de fevereiro de 1894 em Detroit, Michigan. Chega com Jennie em 17 de abril de 1894 em Xangai, China
- Navega a bordo do Oceania (M. M. Oceanien?) Com Jennie, 2 de maio de 1896. Chega em 17 de junho de 1896 na Inglaterra
- Discursa na Convenção de Keswick após 17 de junho de 1896 em Keswick, Inglaterra
- Morre Maria Hudson Taylor, filha de Hudson, em 28 de setembro de 1897 em Wenzhou, Zhejiang, China
- Navega para os EUA com Jennie em 24 de novembro de 1897. Chega com Jennie em 18 de dezembro de 1897 nos EUA
- Publica Separation and Service, em 1898 na Inglaterra

### Décima viagem à China (1898 a 1899)
- Chega com Jennie em 15 de janeiro de 1898 em Xangai, China
- Publica A Ribband of Blue e outros estudos bíblicos em 1899 na Inglaterra
- Participa de Conferência, em 16 de janeiro de 1899 em Chongqing, Sichuan, China
- Participa das reuniões do Conselho da China em 28 de junho de 1899 em Xangai
- Navega para a Austrália, Nova Zelândia e EUA com Jennie, em 25 de setembro de 1899. Chega em 5 de abril de 1900 em São Francisco, EUA
- Discursa na Conferência de Missões Ecumênicas após 5 de abril de 1900 no Carnegie Hall, cidade de Nova York
- Parte dos Estados Unidos para a Inglaterra com Jennie quando a Revolta dos Boxers estava começando na China, em 9 de junho de 1900. Chega em 19 de junho de 1900 na Inglaterra
- Aposenta-se com Jennie, após 19 de junho de 1900 em Davos, Suíça
- Renuncia ao cargo de Diretor da Missão Para o Interior da China em novembro de 1902
- Morre Jane Elizabeth "Jennie" Faulding, esposa de Hudson, em 31 de julho de 1904, em Les Chevalleyres, Suíça

### Décima primeira e última viagem à China (1905)
- Navega para os EUA (Nova York) a bordo do RMS Baltic em 15 de fevereiro de 1905 em Liverpool, Lancashire, Inglaterra. Chega a bordo do RMS Baltic março de 1905 na cidade de Nova York
- Parte de São Francisco para a China em 23 de março de 1905. Chega em 17 de abril de 1905 em Xangai, China
- Morre em 3 de junho de 1905 em Changsha, Hunan, China. Enterrado em 9 de junho de 1905 no cemitério protestante (não mais existente) em Zhenjiang, Jiangsu, China

### Reenterro
- Restos mortais reenterrados em uma igreja local em Zhenjiang,[20][21] em 28 de agosto de 2013.[22]

## Obras
- Ah-lah kyiu-cü Yiæ-su Kyi-toh-go Sing Iah Shü : peng-veng fæn Nying-po t'u-wô. Feng p'in-tang-p'in: Yih-pin cü siang-te-go tsih-tsông [O Novo Testamento] (em Chinês), PArte 1, 1865.
- China's Spiritual Need and Claims [As Necessidades e os Clamores Espirituais da China] (1865)
- China & the Chinese an address to the Young [A China e os chineses: Uma Petição aos Jovens]  (1865)
- China's Millions''[23] [Os Milhões da China] (1890)
- Union & Communion [União e Comunhão] (1893)
- A Retrospect [Um Retrospecto] (1894)
- After Thirty Years [Após Trinta Anos] (1895)
- Separation and Service [Separação e Serviço] (1898)
- A Ribband of Blue And Other Bible Studies (1899)

### Arquivos
Manuscritos e cartas relacionados a James Hudson Taylor são mantidos como parte da coleção da Missão Para o Interior da China 
pelos Arquivos da Escola de Estudos Orientais e Africanos em Londres.